# Porozumienie dla Przyszłości
Porozumienie dla Przyszłości – inicjatywa środowisk centrolewicowych tworzona przez Socjaldemokrację Polską, Partię Demokratyczną i Zielonych 2004. Liderami ruchu byli: eurodeputowany SDPL Dariusz Rosati, szef SDPL Wojciech Filemonowicz, szefowa PD Brygida Kuźniak, poseł SDPL Marek Borowski, eurodeputowany PD Janusz Onyszkiewicz oraz przewodniczący Zielonych: Agnieszka Grzybek i Dariusz Szwed.

## Historia
Celem nowego ruchu miało być stworzenie alternatywy wobec PO i PiS oraz start w wyborach do Parlamentu Europejskiego. Centrowo-zielono-lewicowe porozumienie poparli m.in. Daniel Cohn-Bendit – współprzewodniczący grupy Zielonych w PE, a także Jerzy Urban. W wyborach z listy koalicji startowali także kandydaci Stronnictwa Demokratycznego (które formalnie nie znalazło się w jej składzie, ze względu na kłopoty ze sprawozdaniami finansowymi składanymi do Państwowej Komisji Wyborczej) oraz Unii Lewicy III RP.
Zabiegi o utworzenie alternatywnej względem SLD listy lewicowej w wyborach europarlamentarnych rozpoczęły się kilka miesięcy przed oficjalną inauguracją 1 lutego 2009. W październiku 2008 zorganizowana została konferencja Otwarta Polska, w czasie której Dariusz Rosati zapowiedział budowę formacji koalicyjnej na bazie SDPL i PD. Związanych z koalicją było 8 ówczesnych posłów (5 z koła poselskiego SDPL–Nowa Lewica i 3 związanych z PD, tworzących Demokratyczne Koło Poselskie) oraz 9 eurodeputowanych (5 związanych z PD, 3 z SDPL i 1 z SD).
Wkrótce po oficjalnym zapoczątkowaniu nowego ruchu spotkał się on z oskarżeniami o plagiat nazwy. Kwestia ta została podniesiona przez działaczy łódzkiego stowarzyszenia „Porozumienie dla Przyszłości”, zarejestrowanego w 2003.

### Wybory do Parlamentu Europejskiego w 2009
13 marca 2009 koalicja zarejestrowała „Koalicyjny Komitet Wyborczy Porozumienie dla Przyszłości – CentroLewica (PD+SDPL+Zieloni)” przed wyborami do Parlamentu Europejskiego, a w kwietniu zarejestrowała listy we wszystkich okręgach wyborczych.
W wyborach 7 czerwca 2009 Porozumienie dla Przyszłości uzyskało 179 602 głosów, tj. 2,44% i nie uzyskało mandatów w Parlamencie Europejskim, zajmując 5. miejsce (najwyższe spośród komitetów, które nie przekroczyły progu wyborczego). Kandydaci bezpartyjni uzyskali 95 992 głosy (53,45% głosów na listę), członkowie SDPL 41 156 (22,92%), członkowie PD 25 937 (14,44%), członkowie Zielonych 2004 13 748 (7,65%), członkowie Stronnictwa Demokratycznego 1958 (1,09%), a członkowie Unii Lewicy 811 (0,45%).
Po wyborach koalicja przestała funkcjonować. PD i SDPL współpracowały ze sobą jeszcze przez rok.